# Rubble pile

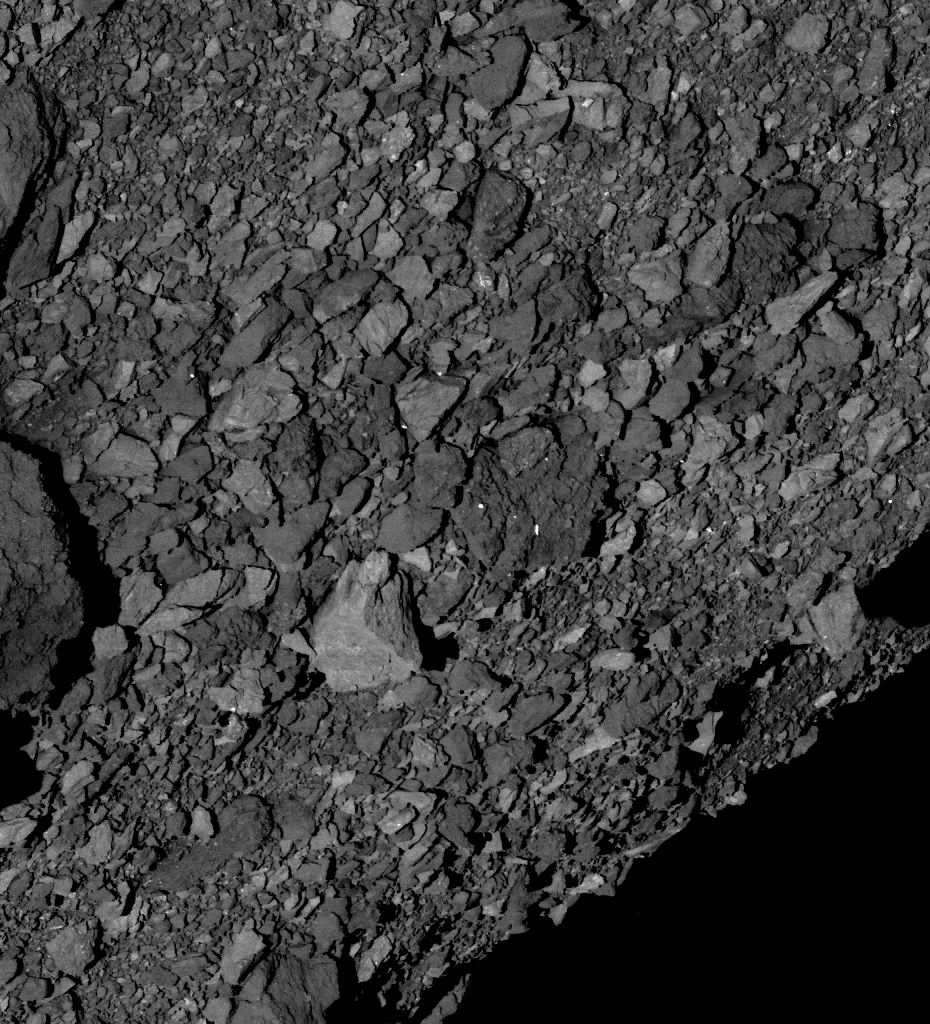
Dettaglio della superficie dell'asteroide 101955 Bennu, ripreso dalla missione OSIRIS-REx, che si ritiene abbia una struttura interna del tipo rubble pile.

In astronomia, con rubble pile (in italiano, letteralmente, agglomerato di detriti) si indica un modello di struttura interna per i corpi minori del Sistema solare. Secondo tale ipotesi, l'asteroide o la cometa non sarebbe un monolito, ma consisterebbe di un insieme di rocce, o rocce e ghiaccio, che sono tenute insieme sotto l'azione della gravità. Gli oggetti con struttura interna del tipo rubble pile avrebbero una bassa densità, perché ci sarebbero numerose cavità tra le varie rocce che li compongono.
Gli asteroidi Bennu e Ryugu hanno una densità che suggerisce che abbiano una struttura interna del tipo rubble pile. Si pensa che anche molte comete e la maggior parte degli asteroidi più piccoli siano insiemi di rocce del tipo rubble pile.

## Asteroidi

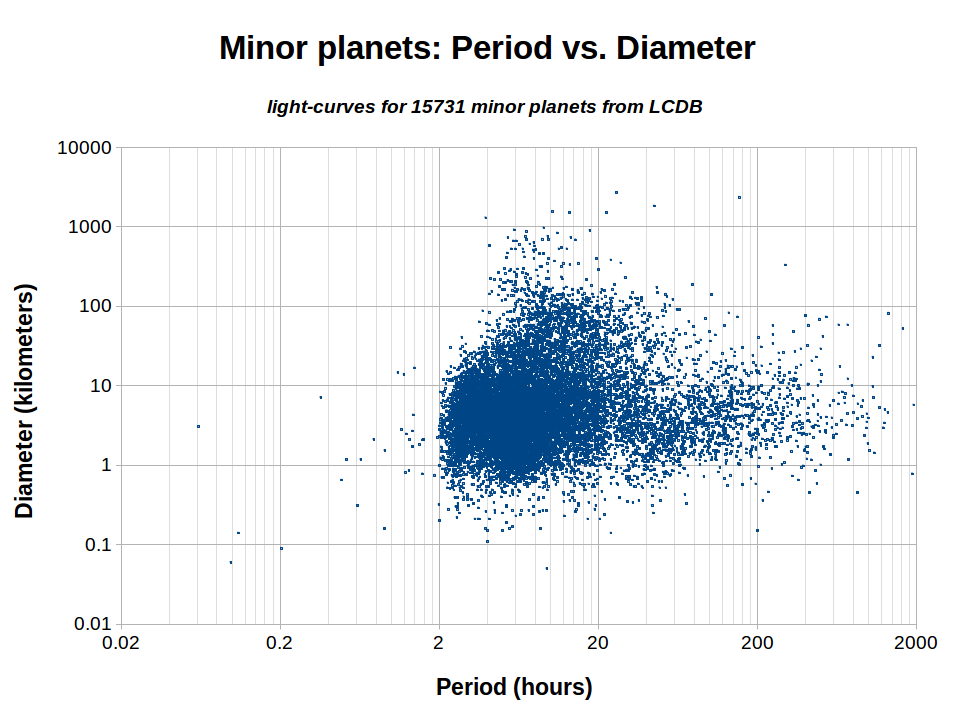
Diagramma in scala logaritmica con il periodo di rotazione in ascissa e il diametro in ordinata di un gran numero di asteroidi. La maggior parte degli asteroidi hanno periodi compresi tra 2,2 e 20 ore. Affinché un corpo minore possa sostenere un periodo inferiore alle 2,2 ore dovrebbe essere un monolito, altrimenti si disgregherebbe sotto l'azione della forza centrifuga.

Una struttura interna di tipo rubble pile può originarsi in conseguenza dell'impatto tra due asteroidi, in seguito al quale un corpo monolitico può frantumarsi in numerosi pezzi, la maggior parte dei quali tende a riassemblarsi per via della gravità. Il nuovo corpo che viene a formarsi avrà una struttura interna composta da un aggregato di frammenti con numerosi spazi vuoti tra di essi, ovvero una tipica struttura interna del tipo rubble pile. Si ritiene che la maggior parte degli asteroidi di piccole dimensioni abbiano tale struttura interna.
Un chiaro indizio al riguardo è dato dalla densità. Molti asteroidi hanno un densità che non è compatibile con una loro composizione totalmente rocciosa; a volte, neppure la presenza di ghiaccio per una elevata frazione del volume riuscirebbe a spiegare il valore della densità misurato, come avviene nel caso dell'asteroide 253 Mathilde. Anche la presenza di un cratere di notevoli dimensioni può suggerire una struttura interna priva di coesione. Il primo asteroide ad essere stato esplorato, la cui struttura interna è senza dubbio di tipo rubble pile, è stato 25143 Itokawa, con dimensioni di 535 m × 294 m × 209 m, raggiunto nel 2005 dalla sonda spaziale giapponese Hayabusa.
Un asteroide di dimensioni maggiori come 433 Eros, esplorato nel 2000 dalla sonda NEAR Shoemaker della NASA, ha rivelato una storia di impatti che lo avrebbero pesantemente fratturato, ma non disgregato. I frammenti sarebbero cioè rimasti al loro posto e l'asteroide avrebbe mantenuto una struttura per lo più omogenea. Molti asteroidi, inoltre, si sono rivelati dei binari a contatto.
Infine, gli asteroidi maggiori della fascia principale (Cerere, Pallade, Vesta, Igea e Interamnia) sono oggetti coesi che non hanno porosità interna. Manifestano anzi una differenziazione interna che li associa più ai satelliti maggiori dei pianeti.
Quando un asteroide con una struttura interna del tipo rubble pile transita in prossimità di un oggetto molto più massiccio, la sua forma può essere alterata dalle forze mareali.

## Comete
Alcune osservazioni da remoto hanno suggerito che anche i nuclei cometari possano essere, anziché corpi unici, agglomerati di piccoli frammenti, debolmente legati e soggetti a occasionali eventi distruttivi. I componenti di maggiore dimensione, tuttavia, si sarebbero formati direttamente dalla condensazione primordiale della nebulosa solare. Osservazioni in situ del nucleo della Cometa Churyumov-Gerasimenko eseguite della missione Rosetta forniscono, tuttavia, un quadro più articolato rispetto allo scenario prospettato.

## Satelliti naturali
È stato ipotizzato che Fobos, il più grande dei due satelliti naturali di Marte, come gli asteroidi che presentano crateri da impatto di notevoli dimensioni (quali Gaspra, Ida e Mathilde), non sia un corpo compatto, ma un agglomerato di rocce, con spazi vuoti macroscopici tra i blocchi e ghiaccio d'acqua che avrebbe riempito parte degli interstizi. Il tutto sarebbe ricoperto dallo spesso strato di regolite, la cui profondità potrebbe essere anche di un centinaio di metri. Questa struttura interna potrebbe spiegare sia il valore della densità media, sia la capacità di resistere a impatti potenzialmente catastrofici, come quello che ha generato il cratere Stickney. La struttura ad agglomerato inoltre renderebbe Fobos deformabile sotto l'azione delle forze mareali esercitate dal pianeta; i movimenti interni non sarebbero direttamente visibili in superficie, nascosti dallo strato di regolite che si comporterebbe come una membrana cementizia elastica.